# Prêche

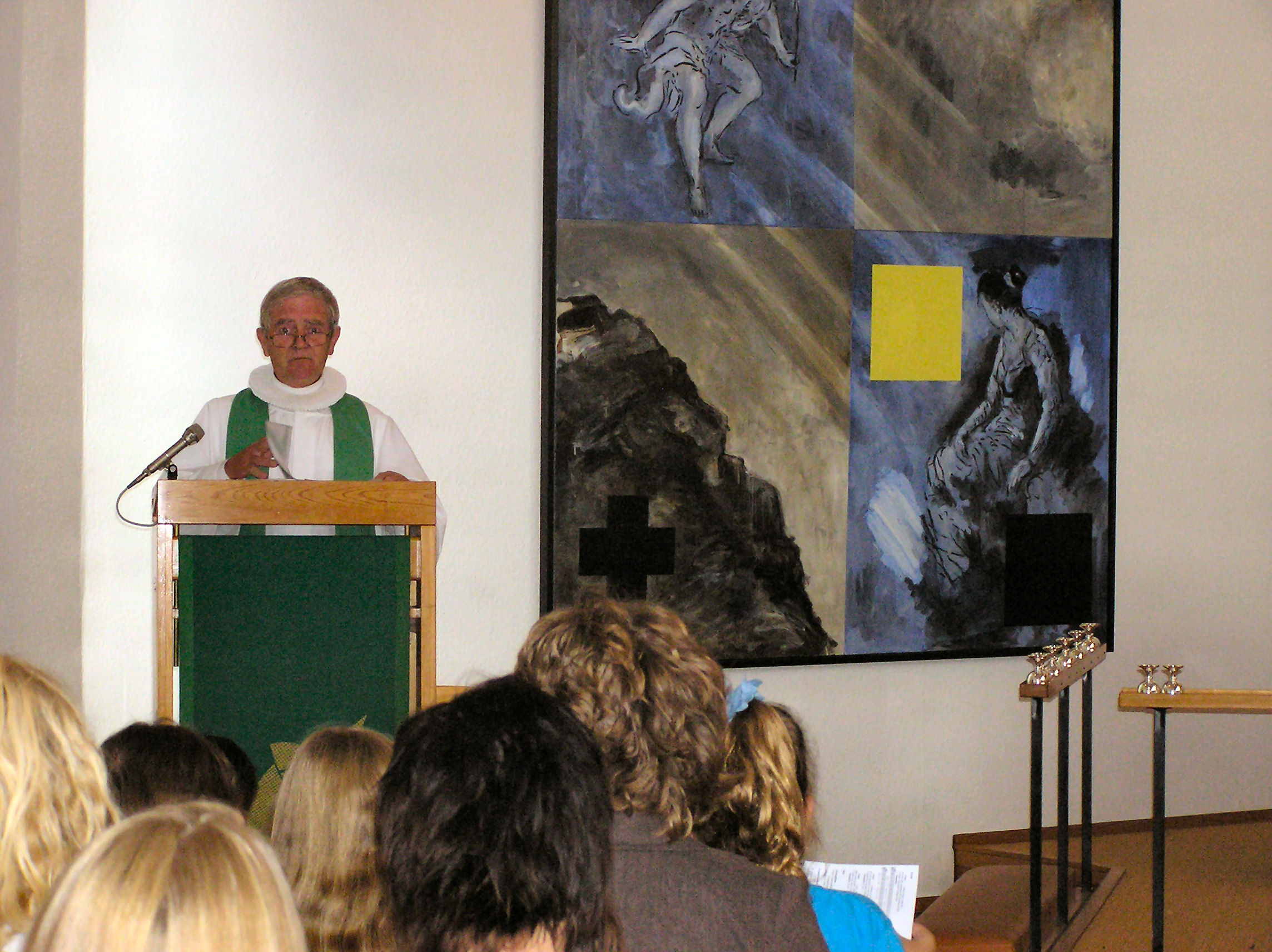
Prêche dans une église luthérienne au Danemark.

Dans un contexte religieux, un prêche est un sermon, une homélie ou un discours généralement fait devant une assemblée de personnes pour le bien, l'édification et l'instruction des fidèles.

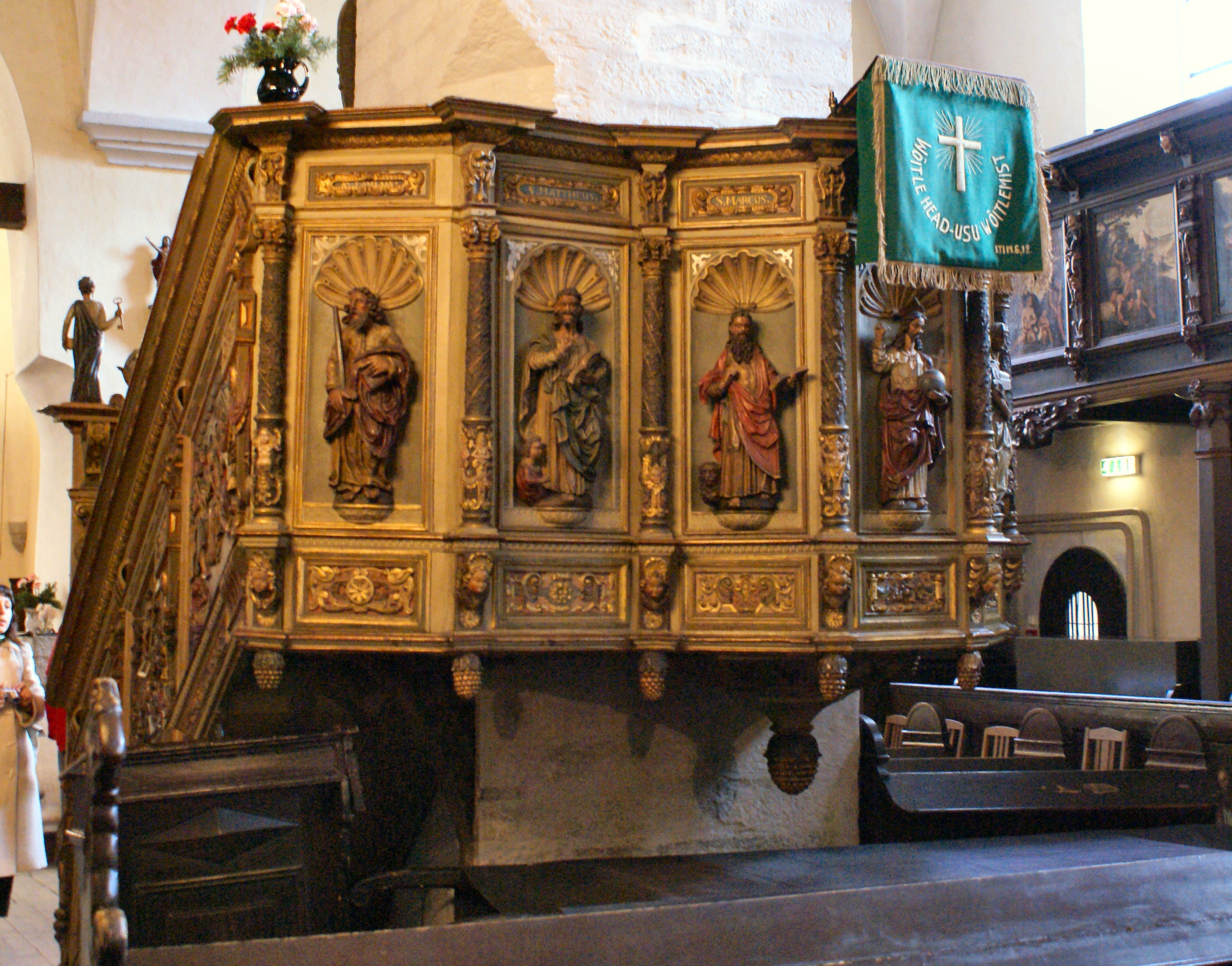
Chaire de l'église du Saint-Esprit (Tallinn).

Le plus souvent, cette charge de transmettre un message divin est confiée à des pasteurs, prêtres, imams, mais aussi à des laïcs connus et respectés des croyants.
Dans les églises catholiques, la liturgie admet que le thème du prêche soit développé à partir de l'Évangile et des lectures du jour, libre au prédicateur de s'en inspirer ou non ; dans la tradition protestante, le libre choix du thème du prêche est entièrement laissé à la personne chargée de la prédication.